# Tetrastichus planipennisi
Tetrastichus planipennisi  (лат.) — вид паразитических наездников рода Tetrastichus из семейства Eulophidae (Chalcidoidea) отряда перепончатокрылые насекомые.

## Распространение
Китай. В 2007 году интродуцированы в Северную Америку (США) для борьбы с жуками-вредителями.

## Описание
Мелкие наездники-эвлофиды, длина тела у самок  от 2,7 до 4,1 мм; длина самцов от 1,6 до 2,2 мм. Основная окраска тела самок тёмно-зелёная с бронзовым металлическим блеском (самцы тёмно-синие); голени и лапки жёлтые; усики коричневые. Самки отличаются экстремально длинным брюшком. Голова трапециевидной формы. Переднеспинка широкая, поперечная. На промежуточном сегменте два околодыхальцевых гребня, раздваивающихся кзади. Передняя голень с одной шпорой. Передние крылья без постмаргинальной жилки. Булава усиков состоит из 3 члеников. В Китае отмечено развитие четырёх поколений. Зимует на стадии личинки. Продолжительность жизни имаго около 15 суток.

## Хозяева и значение
Используется как эффективный энтомофаг-паразитоид в биозащите от насекомых-вредителей. 
Личиночные эндопаразитоиды ясеневой изумрудной узкотелой златки (Agrilus planipennis). Самки откладывают яйца (от нескольких десятков до сотни) в личинку жука от второго до четвёртого её возраста.